# Elephantulus edwardii
Elephantulus edwardii é uma espécie de musaranho-elefante da família Macroscelididae. É endêmica da África do Sul.